# Epilobium argillaceum
Epilobium argillaceum är en dunörtsväxtart som beskrevs av Kitch.. Epilobium argillaceum ingår i släktet dunörter, och familjen dunörtsväxter. Inga underarter finns listade i Catalogue of Life.